# 신정치개혁당
신정치개혁당(新政治改革黨)은 박찬종 정치개혁협의회 대표의 주도로 1992년 2월 25일 창당된 대한민국의 정당이다.

## 역사
박찬종은 1990년 6월에 김영삼의 3당 합당에 반대하던 통일민주당 인사들이 창당한 민주당에 입당했으나 이기택 총재 중심의 정당 활동에 반발하여 1991년 9월에 탈당했다. 박찬종은 1992년 2월 25일에 정치 신인들과 함께 정치개혁협의회를 구성하여 신정치개혁당을 창당했다. 당초 정치개혁협의회는 김동길 태평양시대 위원장과 함께 새한당 창당에 참여할 예정이었으나, 새한당 창당준비위원장이던 김동길 위원장이 통일국민당과의 통합을 결정하자 이에 불복하고 독자 창당을 하게 된 것이었다.
1992년 3월 24일에 실시된 대한민국 제14대 국회의원 선거에서는 지역구 후보자 111명(서울 28명, 부산 5명, 대구 4명, 인천 4명, 대전 3명, 경기 15명, 강원 9명, 충북 7명, 충남 10명, 전북 5명, 전남 5명, 경북 6명, 경남 10명), 전국구(비례대표) 후보자 14명(1번 송현섭, 2번 김봉욱, 3번 정웅, 4번 이재환, 5번 김재위, 6번 이상윤, 7번 이동성, 8번 이강선, 9번 강만희, 10번 주장선, 11번 양창병, 12번 이재승, 13번 이강옥, 14번 조석환)이 입후보했으나 지역구 투표에서는 서울 서초구 갑 선거구에 출마한 박찬종 후보만 당선되었을 뿐 나머지 후보들은 모두 낙선했다. 또한 전국구 투표에서도 득표 수 369,044표, 득표율 1.8%를 기록하여 전국구 의석 획득에 실패했다.
박찬종은 1992년 12월 18일에 실시된 대한민국 제14대 대통령 선거에 출마하여 4위를 기록했다. 그러나 박찬종에 의존하는 정당 활동으로 인해 한계를 가졌고 1994년 7월 8일에 김동길 대표가 이끌던 통일국민당과 합당하여 신민당이 창당됨으로써 해산되었다.

### 역대 로고

1992년 국회의원 선거에 사용된 신정치개혁당 로고
1992년 국회의원 선거에 사용된 신정치개혁당 로고
1992년 대통령 선거부터 1994년까지 사용된 신정치개혁당 로고

## 역대 선거 결과

### 대통령 선거
| 연도   | 선거  | 후보자 | 득표        | 득표율         | 결과 | 당락 |
| ------ | ----- | ------ | ----------- | -------------- | ---- | ---- |
| 1992년 | 14대  | 박찬종 | 1,516,047표 | \| \| 6.38% \| | 4위  | 낙선 |
|        | 6.38% |        |             |                |      |      |

### 국회의원 선거
|  | 0.42% |

|  | 0.33% |

## 참고 문헌
- 네이트 백과사전(한국브리태니커)[깨진 링크(과거 내용 찾기)]
- 네이트 백과사전(한국민족문화대백과)[깨진 링크(과거 내용 찾기)]